# Liste des sous-marins de la Corée du Sud
La liste des sous-marins de la Corée du Sud rassemble les sous-marins commandés ou exploités par la marine de la république de Corée au fil des ans.

## Sous-marins de poche
Classe Dolgorae :
- ROKS SSM-051
- ROKS SSM-052
- ROKS SSM-053

## Sous-marins conventionnels

### Classe Chang Bogo
| Pennant number | Nom              | Nom en hangeul (hanja) | Déplacement (en immersion, tonnes) | Lancement  | Mise en service | Constructeur                             | Notes                                                                                    |
| -------------- | ---------------- | ---------------------- | ---------------------------------- | ---------- | --------------- | ---------------------------------------- | ---------------------------------------------------------------------------------------- |
| SS-061         | ROKS Chang Bogo  | 장보고 (張保皐)        | 1290                               | 12/09/1991 | 02/06/1993      | Howaldtswerke-Deutsche Werft             | Navire de tête du lot I de classe KSS-I                                                  |
| SS-062         | ROKS Yi Cheon    | 이천 (李阡)            | 1290                               | 12/10/1992 | 20/06/1994      | Daewoo Shipbuilding & Marine Engineering | Premier navire de la classe assemblé en Corée du Sud                                     |
| SS-063         | ROKS Choe Museon | 최무선 (崔茂宣)        | 1290                               | 07/08/1993 | 28/02/1995      | Daewoo Shipbuilding & Marine Engineering | assemblé en Corée du Sud, amélioré                                                       |
| SS-065         | ROKS Park Wi     | 박위 (朴葳)            | 1290                               | 21/05/1994 | 31/08/1995      | Daewoo Shipbuilding & Marine Engineering | Navire de tête du lot II                                                                 |
| SS-066         | ROKS Lee Jongmoo | 이종무 (李從茂)        | 1290                               | 17/05/1995 | 31/08/1996      | Daewoo Shipbuilding & Marine Engineering |                                                                                          |
| SS-067         | ROKS Jung Woon   | 정운 (鄭運)            | 1290                               | 07/05/1996 | 30/08/1997      | Daewoo Shipbuilding & Marine Engineering |                                                                                          |
| SS-068         | ROKS Yi Sun-sin  | 이순신 (李純信)        | 1290                               | 21/05/1998 | 01/02/2000      | Daewoo Shipbuilding & Marine Engineering | Navire de tête du lot III des KSS-I ; capable de lancer des missiles UGM-84L Sub Harpoon |
| SS-069         | ROKS Na Dae-yong | 나대용 (羅大用)        | 1290                               | 09/06/1999 | 01/12/2000      | Daewoo Shipbuilding & Marine Engineering | Capable de lancer des missiles UGM-84L Sub Harpoon ; amélioré                            |
| SS-071         | ROKS Yi Eokgi    | 이억기 (李億祺)        | 1290                               | 24/05/2000 | 01/12/2001      | Daewoo Shipbuilding & Marine Engineering | Capable de lancer des missiles UGM-84L Sub Harpoon; amélioré                             |

## Sous-marins anaérobies

### ClasseSon Won-il
| Pennant number | Nom                    | Nom en hangeul (hanja) | Déplacement (en immersion, tonnes) | Lancement  | Mise en service | Constructeur                             |
| -------------- | ---------------------- | ---------------------- | ---------------------------------- | ---------- | --------------- | ---------------------------------------- |
| SS-072         | ROKS Sohn Won-yil      | 손원일 (孫元一)        | 1860                               | 09/06/2006 | 28/12/2007      | Hyundai Heavy Industries                 |
| SS-073         | ROKS Jeong Ji (SS-073) | 정지 (鄭地)            | 1860                               | 13/06/2007 | 02/12/2008      | Hyundai Heavy Industries                 |
| SS-075         | ROKS An Jung-geun      | 안중근 (安重根)        | 1860                               | 04/06/2008 | 01/12/2009      | Hyundai Heavy Industries                 |
| SS-076         | ROKS Kim Jwa-jin       | 김좌진 (金佐鎭)        | 1860                               | 13/08/2013 | 31/12/2014      | Daewoo Shipbuilding & Marine Engineering |
| SS-077         | ROKS Yun Bong-gil      | 윤봉길 (尹奉吉)        | 1860                               | 03/07/2014 | 20/06/2016      | Hyundai Heavy Industries                 |
| SS-078         | ROKS Yu Gwan-sun       | 유관순 (柳寬順)        | 1860                               | 07/05/2015 | 11/07/2017      | Daewoo Shipbuilding & Marine Engineering |
| SS-079         | ROKS Hong Beom-do      | 홍범도 (洪範圖)        | 1860                               | 05/04/2016 | 23/01/2018      | Hyundai Heavy Industries                 |
| SS-081         | ROKS Lee Beom-seok     | 이범석 (李範奭)        | 1860                               | 08/11/2016 | 13/05/2019      | Daewoo Shipbuilding & Marine Engineering |
| SS-082         | ROKS Shin Dol-seok     | 신돌석 (申乭石)        | 1860                               | 07/09/2017 | 31/01/2020      | Hyundai Heavy Industries                 |

## Classe Dosan Ahn Changho
| Pennant number | Nom                    | Nom en hangeul (hanja)   | Déplacement (en immersion, tonnes) | Lancement       | Mise en service | Constructeur                             |
| -------------- | ---------------------- | ------------------------ | ---------------------------------- | --------------- | --------------- | ---------------------------------------- |
| SS-083         | ROKS Dosan Ahn Changho | 도산안창호 (島山 安昌浩) | 3750                               | 14/09/2018      | 13/08/2021      | Daewoo Shipbuilding & Marine Engineering |
| SS-085         | ROKS Ahn Mu            | 안무 (安武)              | 3750                               | 10/11/2020      | 20/04/2023      | Daewoo Shipbuilding & Marine Engineering |
| SS-086         | ROKS Yi Dong-nyeong    | 이동녕 (李東寧)          | 3750                               | 28/09/2021      |                 | Hyundai Heavy Industries                 |
| SS-087         | ROKS Lee Bong-Chang    | 이봉창 (李奉昌)          | 3750                               | en construction |                 | Daewoo Shipbuilding & Marine Engineering |

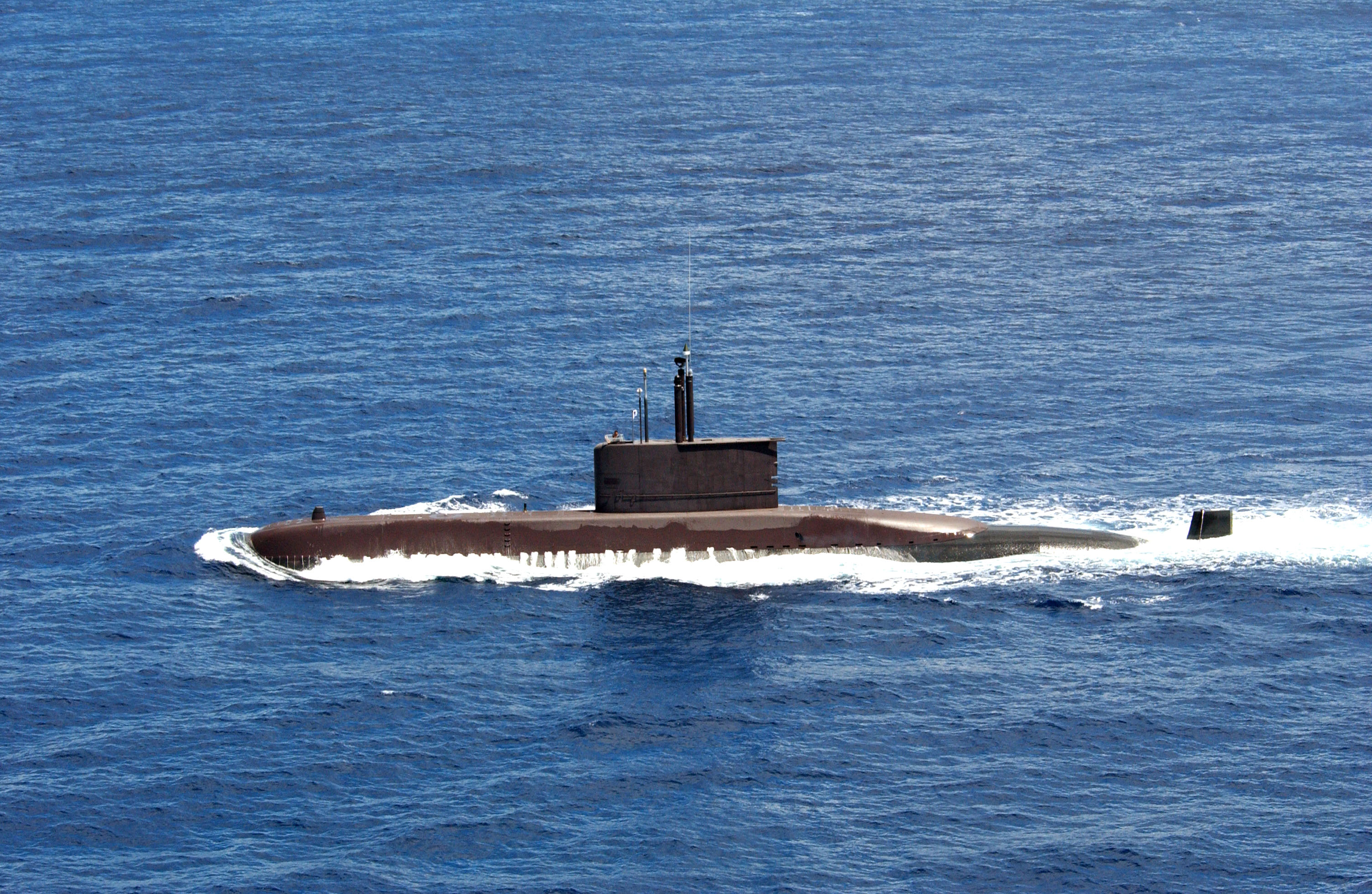
Le sous-marin Chang Bogo, navire de tête de la classe Chang Bogo
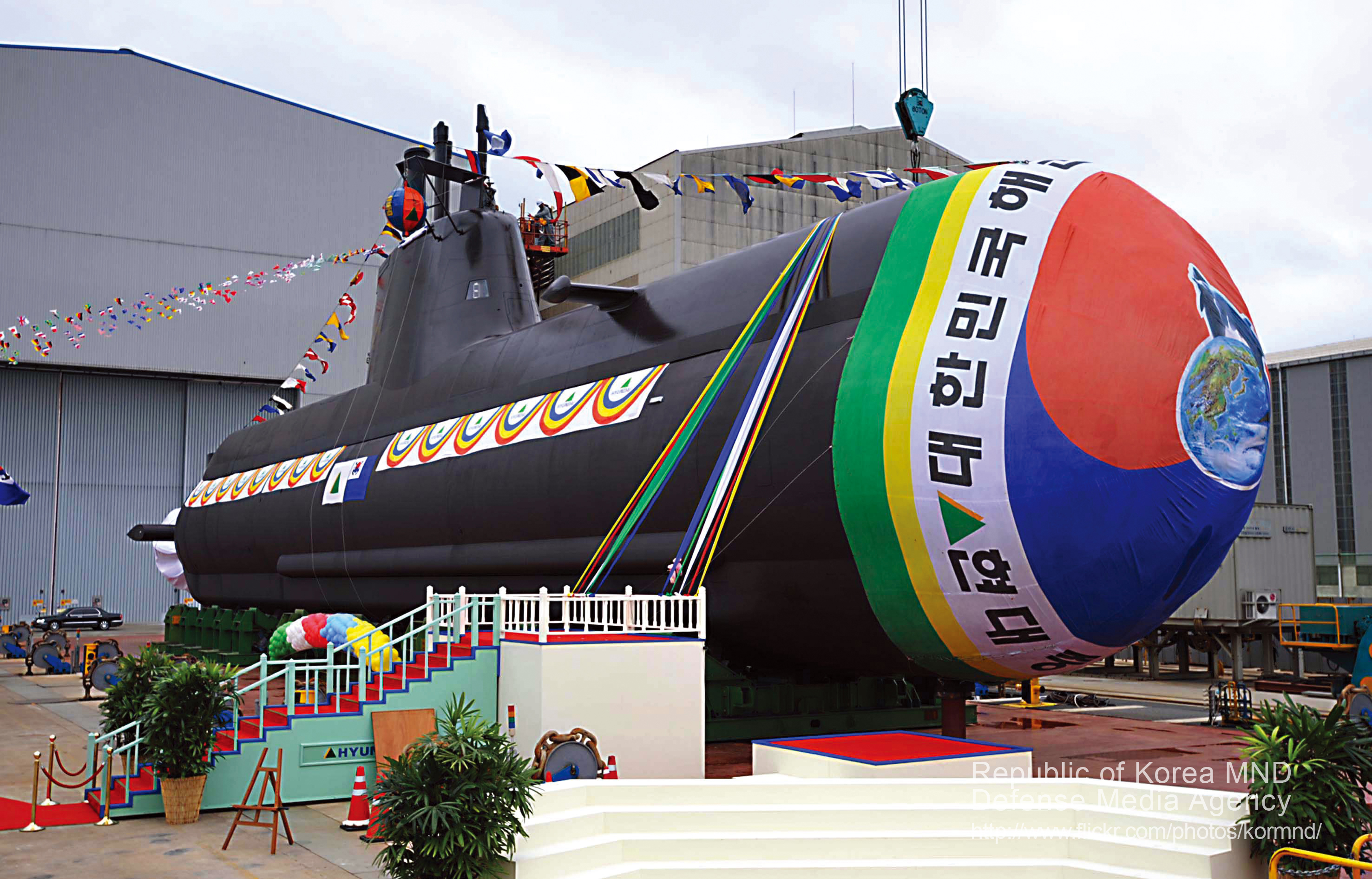
Le ROKS An Junggeun de classe Sohn Won-yil
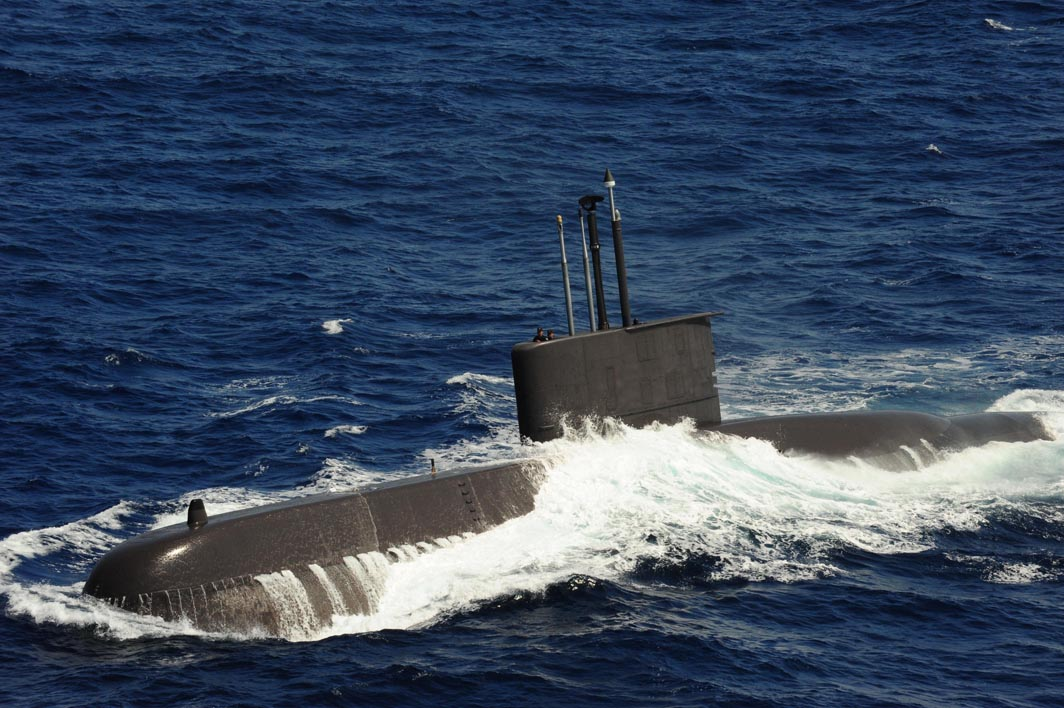
Le ROKS Lee Eokgi (SS-071) de classe Chang Bogo